# Jimmy Walter (homme d'affaires)
 (avril 2022).
Si vous disposez d'ouvrages ou d'articles de référence ou si vous connaissez des sites web de qualité traitant du thème abordé ici, merci de compléter l'article en donnant les références utiles à sa vérifiabilité et en les liant à la section « Notes et références ».
Pour les articles homonymes, voir Jimmy Walter.
James « Jimmy » W. Walter est un investisseur, philanthrope et complotiste américain né en 1947. Il est le fils de l'une des plus grandes fortunes des États-Unis, James W. Walter, Sr., fondateur des constructions Jim Walter Homes. 

## Biographie
Atteint d'une grave maladie[évasif], Jimmy Walter a décidé de consacrer sa fortune à ses convictions politiques. Il a créé la fondation Walden Three vouée à l'étude de l'urbanisme écologique et divers programmes de réinsertion des délinquants sortant de prison. 
Il a produit un documentaire vidéo complotiste, Confronting the Evidence (« face à la preuve »), dans lequel il conteste la responsabilité d'Al-Qaïda dans les événements du 11 septembre 2001 et demande la réouverture d'une nouvelle enquête. Il a diffusé gratuitement des DVD de ce documentaire. Il conteste également que des avions de ligne aient percuté le World Trade Center et le Pentagone.
Il a proposé une récompense d'un million de dollars à qui le convaincrait que l'incendie et les frappes des avions auraient pu faire écrouler les Twin Towers.
Il a organisé une série de conférences dans le monde à propos du 11 septembre, avec d'autres conspirationnistes, notamment David Ray Griffin, Eric Hufschmidt, Thierry Meyssan, William Rodriguez et Webster G. Tarpley.
En 2006, il a rencontré le président Hugo Chávez pour lui présenter ses travaux et a convaincu le président de l'Assemblée nationale du Venezuela d'ouvrir une enquête parlementaire sur les attentats.
Déclarant avoir été menacé par le FBI[réf. nécessaire], Jimmy Walter s'est exilé en Europe où il partage son temps entre ses résidences d'Amsterdam et de Vienne.